# Сучков, Александр Михайлович
Александр Михайлович Сучков  (30 августа 1900, село Макеевка, Область Войска Донского — 23 марта 1944, Вознесенский район, Николаевская область) — советский военный деятель, полковник (1938).

## Начальная биография
Родился 30 августа 1900 года в районе шахты «Иван», ныне на территории города Макеевка.
Окончил 3-летнюю школу и в 1913 году поступил на шахту «Иван» (позже была переименована в шахту им. Ильича Макеевского района Сталинской обл.), где работал лампоносом, саночником и обмётчиком.

## Революция и Гражданская война
В неполные 17 лет (15 мая 1917 года) записался красногвардейцем в отряд Потапова в Макеевке. В октябре перешел в отряд Т. В. Черняка, который также формировался в Макеевском районе. Осенью участвовал с ним в подавлении мятежа генерала А. М. Каледина в Донбассе и Донской обл., в боях в районах Кутейниково, Иловайская, Малахов-Курган.
В феврале 1918 года отряд сражался с казачьими частями генералов П. Н. Краснова и В. Л. Покровского в районах Таганрог, ст. Харцизск и по линии ж. д. до Ростова-на-Дону.
5 мая 1918 года А. М. Сучков при отступлении отряда от Таганрога к Ейску и эвакуации кораблями Азовской военной флотилии перешел пулеметчиком на миноносец «Ястреб». В августе с отрядом моряков участвовал в боях с белоказаками генерала П. Н. Краснова, наступавшими со стороны Азова, и против десанта, высадившегося на косе городе Ейск. В октябре отряд отступил к Екатеринодару. Здесь Сучков заболел тифом и был эвакуирован в госпиталь в город Курск.
После излечения направлен в 5-й кавалерийский полк Отдельной стрелковой бригады тов. Шкута. Участвовал с ним в боях с петлюровцами и гайдамаками в районах ст. Ворожба, Сумы.
В январе 1919 года бригада вошла в состав 1-й Украинской советской дивизии. В августе дивизия влилась в 44-ю стрелковую дивизию, а Сучков с пулеметным взводом переведен в батальон связи. В октябре был направлен в дивизионную школу, после окончания которой оставлен в ней и проходил службу отделенным командиром, пом. командира взвода и адъютантом школы. Участвовал с ней в боях с белополяками под Киевом, Новоград-Волынском, Владимир-Волынском, на реках Птичь, Случь и Тетерев, в ликвидации вооруженных формирований Н. И. Махно и петлюровцев на Украине.

## Межвоенное время
В октябре 1923 года Сучков после расформирования дивизионной школы был переведен в 130-й Богунский стрелковый полк 44-й стрелковой дивизии, где проходил службу помощником командира роты и помощником начальника штаба полка.
В сентябре 1924 года командирован в Киевскую объединенную школу подготовки командиров им. С. С. Каменева. 15 августа 1926 года окончил ее и был направлен в 151-й Бауманский стрелковый полк 51-й Перекопской стрелковой дивизии УВО, где исполнял должности помощника командира и командира роты. Член ВКП(б) с 1926 года.
В мае 1930 года направлен на учебу в Военную академию РККА им. М. В. Фрунзе. В мае 1933 года окончил восточный факультет академии и был назначен в Штаб РККА. Здесь исполнял должность для особых поручений, затем — помощником начальника 4-го отдела 4-го управления.
В августе 1934 года Сучков назначен помощником командира по строевой части 142-го стрелкового полка 5-й стрелковой дивизии Белорусского военного округа.
С 18 июня 1935 по октябрь 1937 года состоял в распоряжении Разведывательного управления РККА (находился в командировке в Иране в должности секретаря Генерального консульства СССР). После возвращения в СССР в декабре 1937 года был назначен помощником начальника отделения 5-го отдела Разведывательного управления РККА.
С июня 1938 года — начальник учебного отдела Центральной школы подготовки командиров штаба. В августе 1940 года был зачислен слушателем Академии Генштаба РККА.

## Великая Отечественная война
В июле 1941 года полковник А. М. Сучков окончил академию и был направлен в распоряжение Военного совета Резервного фронта, с сентября исполнял должность старшего помощника начальника оперативного отдела штаба фронта. Участвовал в Смоленском сражении и Вяземской оборонительной операции. В ходе последней, 4 октября 1941 года, в боях в окружении был тяжело ранен и подобран местными жителями. До 19 октября 1942 года находился на лечении с. Великополье Смоленской области. Участвовал в работе подпольного Великопольского райкома ВКП(б). Всего за время его работы в подполье было организовано 12 партизанских отрядов. 19 января 1942 года в районе действия партизанских отрядов был высажен парашютный десант. По решению подпольного райкома партии он был эвакуирован в госпиталь в Москву.
После излечения в марте убыл в отпуск в город Благовещенск, а в мае назначен начальником штаба 5-й стрелковой дивизии. Её части в составе 31-й армии Калининского, а с 23 июля — Западного фронтов вели оборонительные бои юго-западнее города Зубцов. За мужество и героизм в боях, организованность и дисциплину личного состава она была преобразована в 44-ю гвардейскую (5.10.1942).
С 20 октября 1942 года дивизия находилась на доукомплектовании в город Кирсанов, затем убыла на Юго-Западный фронт, где участвовала в оборонительных боях под Сталинградом. В начале декабря была подчинена 1-й гвардейской армии 3-го формирования. В ходе Среднедонской наступательной операции 16 декабря перешла в наступление и 19 декабря освободила город Богучар. Затем её части принимали участие в операции по окружению и уничтожению 25-тысячной группировки немецких и итальянских войск. 22 декабря дивизия в течение дня отбила несколько сильных контратак противника силою по 6-7 тысяч человек.
С января 1943 года она в составе 6-го гвардейского стрелкового корпуса участвовала в Ворошиловградской наступательной операции; 17 января её части освободили город Миллерово, а 8 февраля — с. Горское Ворошиловградской области. С марта дивизия занимала оборону на северном берегу р. Северский Донец в районе город Изюм.
С 4 марта полковник Сучков исполнял должность начальника штаба 6-го гвардейского стрелкового корпуса. С 4 апреля он находился на лечении в госпитале, затем был назначен командиром 195-й стрелковой дивизии 1-й гвардейской армии Юго-Западного фронта. С 5 сентября дивизия приняла участие в Донбасской наступательной операции. Она форсировала р. Самара и 22 сентября овладела городом Новомосковск. В ознаменование достигнутой победы ей было присвоено наименование «Новомосковская» (23.9.1943).
С 22 сентября её части вели бои по ликвидации плацдарма противника на левом берегу Днепра в районе Новосёловка, Соколовка, Чапли, Любимовка, Весёлый, Илларионово, после чего с 28 сентября заняли оборону на фронте более 30 км — от устья р. Самара до дер. Вороная (Моклашево). С 20 октября, сдав свои участки обороны, дивизия была переброшена в 46-ю армию 3-го Украинского фронта и, переправившись через Днепр, вела наступательные бои в общем направлении на Днепродзержинск. 25 октября её части освободили город. За бои дивизия была награждена орденом Красного Знамени (25.10.1943). В последующем дивизия под командованием Сучкова вела наступательные бои по освобождению Правобережной Украины, с января 1944 года участвовала в Никопольско-Криворожской и Березнеговато-Снигирёвской наступательных операциях.
За время войны комдив Сучков был два раза упомянут в благодарственных приказах Верховного Главнокомандующего.
В ходе Березнеговато-Снигирёвской наступательной операции в боях за город и ж.-д. узел Вознесенск 23 марта 1944 года полковник Сучков погиб.
Похоронен в Новомосковске.

## Награды
- два ордена Красного Знамени (30.03.1943, 22.06.1943)
- орден Суворова II степени (26.10.1943)
- орден Богдана Хмельницкого II степени (19.03.1944)
- орден Отечественной войны I степени (21.04.1944)
- медаль «XX лет Рабоче-Крестьянской Красной Армии» (1938)

Приказы (благодарности) Верховного Главнокомандующего в которых отмечен А. М. Сучков.
- За освобождение от немецких захватчиков городов Новомосковск, Синельниково, Лозовая и Павлоград. 23 сентября 1943 года. № 23.
- За овладение штурмом областным центром Украины городом Днепропетровск и городом Днепродзержинск (Каменское) — важнейшими промышленными центрами юга нашей страны и крупными узлами обороны немцев в излучине реки Днепр. 25 октября 1943 года. № 36.

## Увековечение памяти
- Именем Сучкова названы улицы в Новомосковске (Днепропетровская область), Вознесенске (Николаевская область), Александровке (Днепропетровская область).
- В городе Новомосковске именем Сучкова назван парк.